# The Last Seduction II
The Last Seduction II (prt: A Última Sedução 2) é um filme independente estadunidense, dos gêneros policial de suspense erótico neo-noir de 1999, dirigido por Terry Marcel e estrelado por Joan Severance. O filme é uma sequência de The Last Seduction e não apresenta o elenco original.

## Elenco
- Joan Severance como Bridget Gregory
- Con O'Neill como Troy Fenton
- Beth Goddard como Murphy